# Magnus Walbom
Magnus Walbom, född 14 juni 1672 i Björsäters socken, död 31 december 1734 i Hällestads socken, var en svensk präst.
Ett porträtt av honom förstördes vid Hällestads kyrkas brand 1893.

## Biografi
Walbom föddes 14 juni 1672 på Valsinge i Björsäters socken. Han var son till bonden Eric Persson och Elin Ånarsdotter. Walbom blev 15 augusti 1696 student vid Uppsala universitet. Han prästvigdes 9 oktober 1707 och blev komminister i Vadstena församling. Walbom blev 1710 pastor i Vadstena krigsmanshusförsamling. 1721 blev han kyrkoherde i Hällestads församling. Walbom avled 31 december 1734 i Hällestads socken och begravdes 28 januari 1735 i Hällestads kyrka. Till begravning hade sonen Eric Göran Walbom skrivit två gravskrifter, en på latin och en på svenska.

### Familj
Walbom gifte sig första gången 4 april 1709 med Martha Regina Cederberg (1686-1725). Hon var dotter till tullförvaltaren Udde Cederberg och Elisabeth Catharina Ekholm i Ystad. De fick tillsammans barnen Eric Göran Walbom (1710-1773), Elisabeth (1711-1712), Helena Christina (1713-1795), Alexander (1715-1716), Samuel, Carl (1719-1720), Udde (1721-1757), Fredric (1722-1740), Jacob (1723-1725).
Walbom gifte sig andra gången 26 oktober 1726 med Anna Maria Phoenix. Hon var dotter kyrkoherden i Målilla församling. Hon hade tidigare varit gift med kyrkoherden Gudmundus Amnelius i Hällestads församling.